# Ініціативні екологічні угоди
Ініціативні екологічні угоди, добровільні зобов'язання (англ. environmental covenants) — добровільні угоди владних структур з певними групами населення для встановлення цільових показників поліпшення стану навколишнього середовища або екологічною економічної діяльності, вироблення засобів і методів для їх реалізації і процедур моніторингу прогресу в досягненні вироблених цілей. За допомогою добровільних угод промислові групи домовляються з урядом про досягнення ними відповідних екологічних показників, часто з метою запобігання введенню нормативно-правового регулювання в певних областях. Така форма діяльності виявилася ефективною, оскільки з її допомогою вдавалося швидше не тільки виконувати, але і перевиконувати показники поліпшення навколишнього середовища, ніж у разі введення законодавства. Крім того, витрати на моніторинг виконання цілей були набагато нижче, ніж при нормативно-правовому прямому регламентуванні. Іноді уряд надає фінансову підтримку компаніям для більш швидкого і якісного виконання добровільних угод.

## Ресурси Інтернету
- Еколого-економічний словник  [Архівовано 27 червня 2013 у Wayback Machine.]
- Економічна цінність природи  [Архівовано 27 вересня 2013 у Wayback Machine.]
- Концепция общей экономической ценности природных благ  [Архівовано 26 березня 2014 у Wayback Machine.]
- Традиционные и косвенные методы оценки природных ресурсов